# Seigneurie Lepage-et-Thibierge
La seigneurie Lepage-et-Thibierge était une seigneurie lors de la colonisation française de la Nouvelle-France. Elle était située dans l'actuelle municipalité régionale de comté de Rimouski-Neigette au Bas-Saint-Laurent. Le nom de la seigneurie est souvent lu à tort sous la forme de « Seigneurie Lepage-et-Thivierge ». D'ailleurs, ce fut même le nom officiel entre 1983 et 2004.

## Histoire
La seigneurie Lepage-et-Thibierge fut concédée à Louis Lepage et à Gabriel Thibierge le 14 novembre 1696. Son territoire correspondait à celui situé entre les seigneuries Lessard et Pachot sur une lieue de profondeur. Le 7 mai 1697, le territoire seigneurial fut agrandi de deux lieues en profondeur.